# Zbyslav (Plánice)
Zbyslav (německy Sbislau) je vesnice a část města Plánice v okrese Klatovy v Plzeňském kraji.

## Historie
První písemná zmínka o Zbyslavi pochází z roku 1552, kdy byla psaná jako Zbislaw. Během let se název obce měnil na Zbyslaw, Sbislav a také Zbislavj. Jméno Zbyslav je odvozené od stejného osobního jména. Původně území obce Zbyslav patřilo společně s Plánicí k nepomuckému klášteru, který byl založen v roce 1144 z německého Ebrachu a patřila mu oblast od Mlázov ke Zdemyslicům.
Pamětihodností obce je kaplička se „zázračnou studánkou“ nedaleko za vesnicí, zřízená koncem 17. století manželkou Mikuláše Morzina z vděčnosti Panně Marii za uzdravení z nevyléčitelné nemoci. O Svatodušních svátcích se ke kapličce konala procesí.

## Obyvatelstvo
| Rok            | 1869 | 1880 | 1890 | 1900 | 1910 | 1921 | 1930 | 1950 | 1961 | 1970 | 1980 | 1991 | 2001 | 2011 | 2021 |
| -------------- | ---- | ---- | ---- | ---- | ---- | ---- | ---- | ---- | ---- | ---- | ---- | ---- | ---- | ---- | ---- |
| Počet obyvatel | 279  | 274  | 269  | 256  | 272  | 263  | 211  | 124  | 128  | 109  | 92   | 71   | 58   | 61   | 68   |
| Počet domů     | 40   | 42   | 43   | 43   | 42   | 43   | 44   | 38   | 36   | 38   | 33   | 40   | 41   | 39   | 39   |

## Obecní správa
Při sčítání lidu v letech 1850–1889 Zbyslav byla osadou obce Újezd u Plánice v okrese Klatovy. V letech 1890–1975 byla samostatnou obcí v okrese Klatovy. Od 1. července 1975 je částí města Plánice v okrese Klatovy.

## Pamětihodnosti
- Boží muka

## Galerie

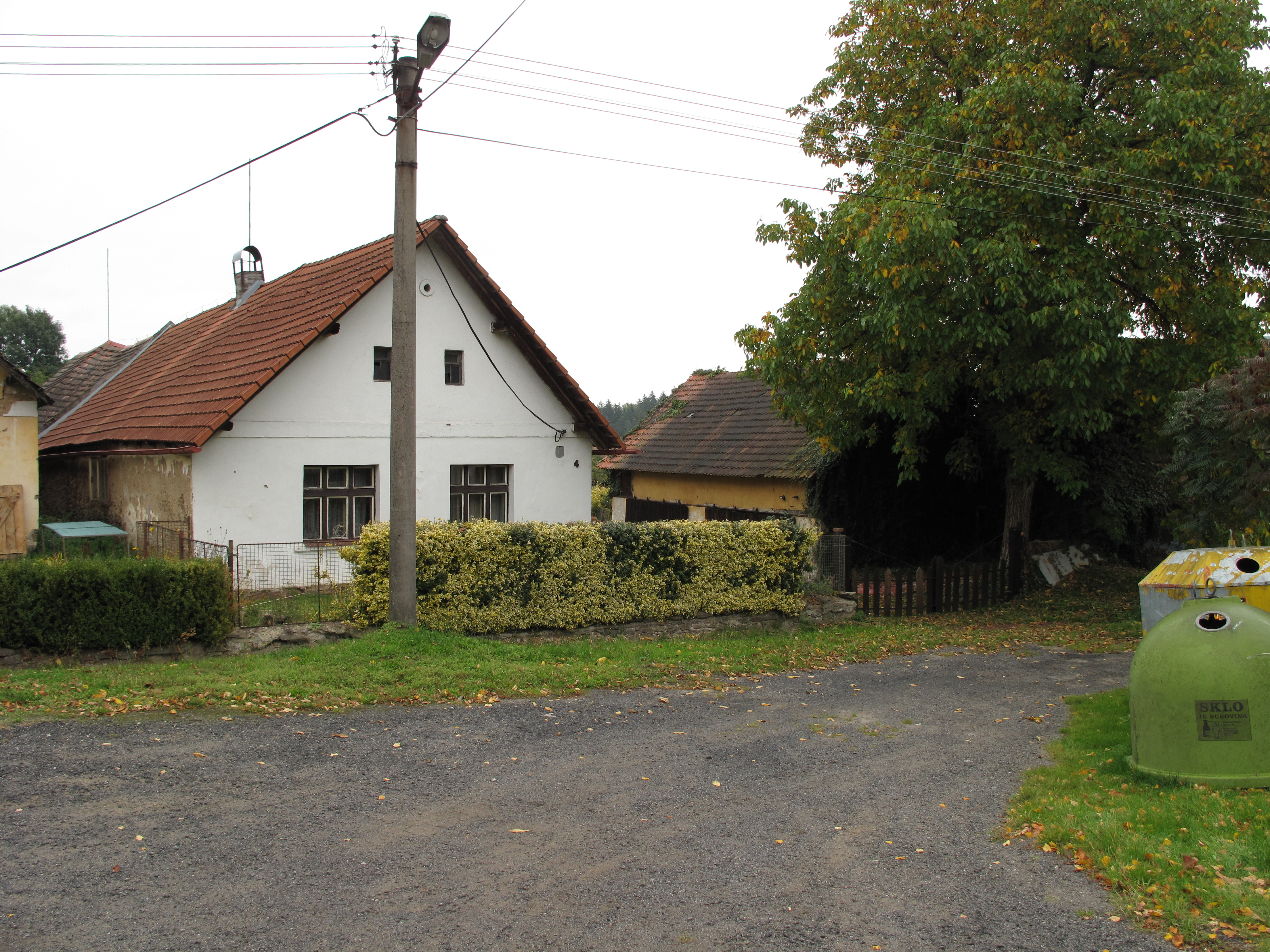
Chalupa
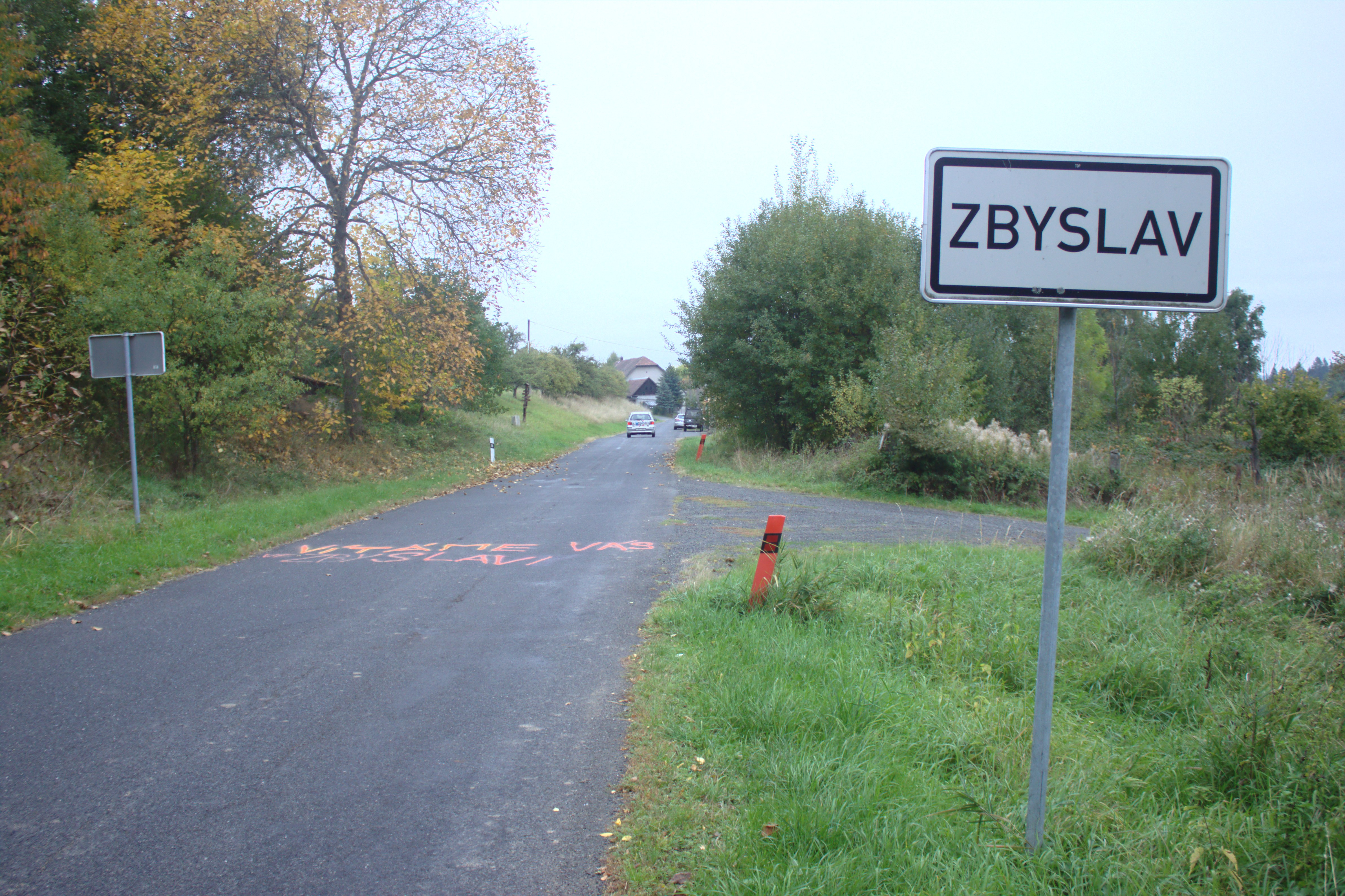
Začátek obce
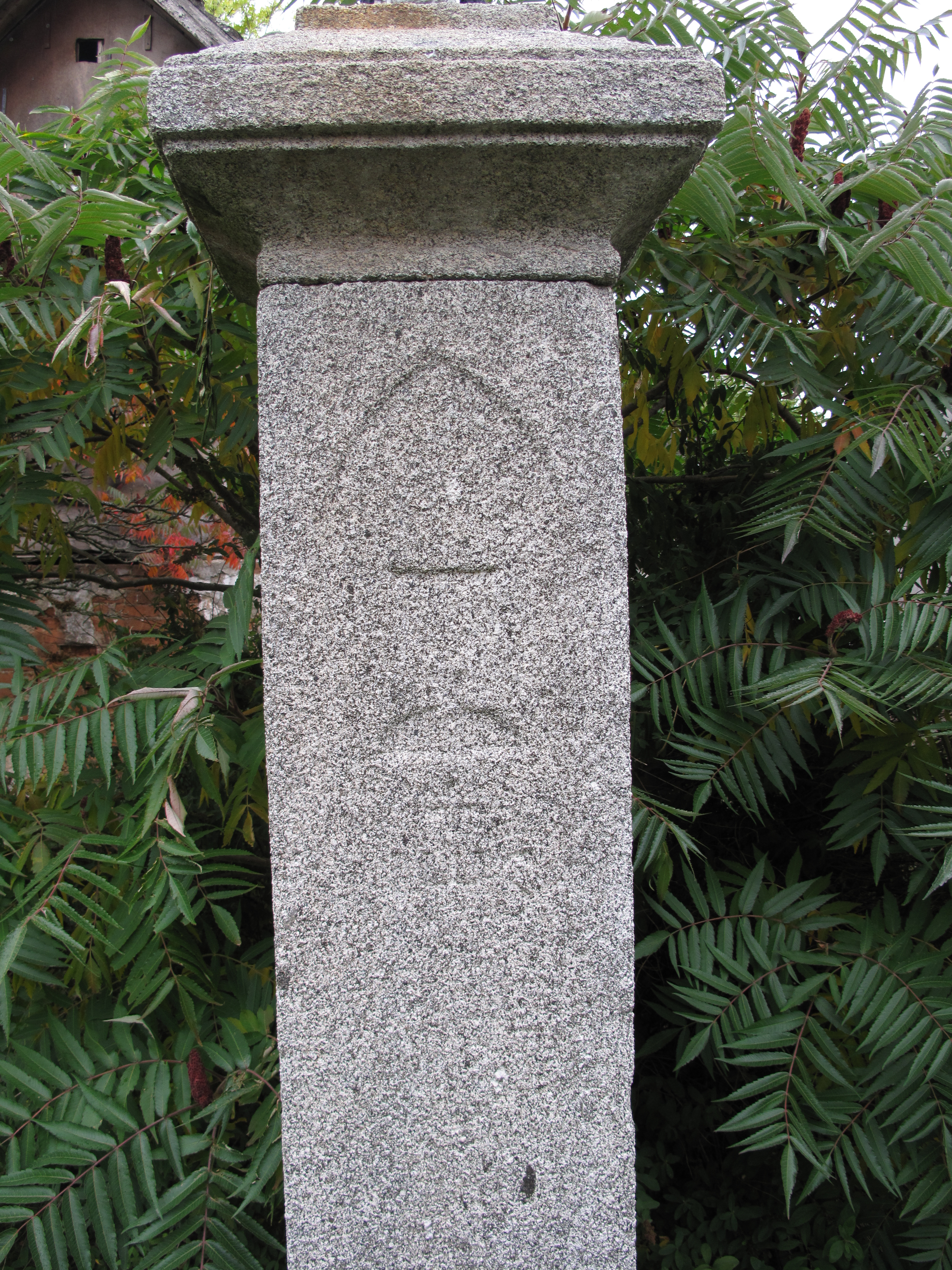
Dřík sloupu